# ジョン・キャメロン・ミッチェル
ジョン・キャメロン・ミッチェル(John Cameron Mitchell, 1963年4月21日 - )はアメリカ合衆国テキサス州エルパソ出身の映画監督・俳優・脚本家・プロデューサー。

## 略歴
父親が軍人だったため、アメリカ・ドイツ・スコットランドの基地で育つ。母親はスコットランド・グラスゴー出身。兄弟のコリンも俳優・脚本家。
ノースウェスタン大学で演劇を学び、1985年にシカゴで初舞台を踏む。同年、ニューヨークにも進出し、オフ・ブロードウェイやブロードウェイで『秘密の花園』『私に近い六人の他人』などの舞台に立つ。
1994年からミュージシャンのスティーヴン・トラスクと共にミュージカル『ヘドウィグ・アンド・アングリーインチ』に着手。原作・主演を手がけたこの舞台はオフ・ブロードウェイで非常に高い評価を得、後に同作品の映画化で数々の映画賞を受賞した。
プライベートでもゲイであることを公にしており、ヘドウィッグはショークラブで女装した際に使った名前である。

## 主な作品
- マイアミ5 Band of the Hand (1984) 出演
- ヘドウィグ・アンド・アングリーインチ Hedwig and the Angry Inch (2001) 監督・脚本・主演
- ターネーション Tarnation (2004) エグゼクティブ・プロデューサー
- ショートバス Shortbus (2006) 監督・脚本
- ラビット・ホール Rabbit Hole (2010) 監督
- パーティで女の子に話しかけるには How to Talk to Girls at Parties (2017) 監督・製作
- サンドマン Sandman (Netflix (2022) ハル役 ゲスト出演
- シティ・オン・ファイア City on Fire (2023)

## 参照
1. ↑  “John Cameron Mitchel”. IMDB.com. 2007年5月27日閲覧。
2. 1 2  “Mitchell, John Cameron (b. 1963)”. glbtq.com (2005年5月5日). 2007年4月18日時点のオリジナルよりアーカイブ。2007年5月27日閲覧。
3. ↑  “Colin Mitchell”. IMDB.com. 2007年5月27日閲覧。